# Limonia marginepunctata
Limonia marginepunctata är en tvåvingeart som först beskrevs av Von Roser 1840.  Limonia marginepunctata ingår i släktet Limonia och familjen småharkrankar. Inga underarter finns listade i Catalogue of Life.